# 67-й гвардейский истребительный авиационный полк
67-й гвардейский истребительный авиационный Барановичский Краснознамённый ордена Суворова полк (67-й гв. иап) — воинская часть Военно-воздушных сил (ВВС) РККА СССР, принимавшая участие в боевых действиях Великой Отечественной войны.

## Наименования полка
За весь период своего существования полк несколько раз менял своё наименование:
- 215-й скоростной бомбардировочный авиационный полк;
- 436-й истребительный авиационный полк;
- 436-й истребительный авиационный полк ПВО;
- 436-й истребительный авиационный полк;
- 67-й гвардейский истребительный авиационный полк;
- 67-й гвардейский истребительный авиационный Краснознамённый полк;
- 67-й гвардейский истребительный авиационный Барановичский Краснознамённый полк;
- 67-й гвардейский истребительный авиационный Барановичский Краснознамённый ордена Суворова полк;
- Полевая почта 06840.

## Создание полка
67-й гвардейский истребительный авиационный полк образован 18 марта 1943 года путём переименования 436-го истребительного авиационного полка в гвардейский за образцовое выполнение боевых задач и проявленные при этом мужество и героизм на основании Приказа НКО СССР.

## В действующей армии
В составе действующей армии:
- с 29 апреля 1943 года по 15 января 1944 года, итого — 261 день,
- с 1 июня 1944 года по 9 мая 1945 года, итого — 342 дня,

Всего 603 дня

## Командиры полка
- майор, подполковник Панов Алексей Борисович[3], 18.03.1943 — 12.09.1944 (погиб).
- майор, подполковник Безуглов Константин Ефимович[3], 09.10.1944 — 31.12.1945.

## В составе соединений и объединений
| Период        | Фронт (округ)                                   | армия                | корпус                                | дивизия                                             | примечание                               |
| ------------- | ----------------------------------------------- | -------------------- | ------------------------------------- | --------------------------------------------------- | ---------------------------------------- |
| 18.03.1943 г. | Северо-Западный фронт                           | 6-я воздушная армия  |                                       | 239-я истребительная авиационная дивизия            | полк переименован в гвардейский          |
| 16.04.1943 г. | Сибирский военный округ                         |                      |                                       | 45-й запасной истребительный авиационный полк       | получено 30 самолётов «Аэрокобра»        |
| 29.04.1943 г. | Северо-Западный фронт                           | 6-я воздушная армия  |                                       | 239-я истребительная авиационная дивизия            | «Аэрокобра»                              |
| 01.06.1943 г. | Центральный фронт                               | 16-я воздушная армия |                                       | 1-я гвардейская истребительная авиационная дивизия  | «Аэрокобра»                              |
| 02.09.1943 г. | Московский военный округ                        |                      |                                       | 1-я гвардейская истребительная авиационная дивизия  | Курск, пополнение, «Аэрокобра»           |
| 06.11.1943 г. | Белорусский фронт                               | 16-я воздушная армия | 6-й истребительный авиационный корпус | 273-я истребительная авиационная дивизия            | «Аэрокобра»                              |
| 08.01.1944 г. | Резерв Верховного Главнокомандования            |                      | 6-й истребительный авиационный корпус | 273-я истребительная авиационная дивизия            | Новозыбков Брянской области, «Аэрокобра» |
| 01.06.1944 г. | 1-й Белорусский фронт                           | 16-я воздушная армия | 6-й истребительный авиационный корпус | 273-я истребительная авиационная дивизия            | «Аэрокобра»                              |
| 09.05.1945 г. | 1-й Белорусский фронт                           | 16-я воздушная армия | 6-й истребительный авиационный корпус | 273-я истребительная авиационная дивизия            | «Аэрокобра»                              |
| 01.06.1945 г. | Группа советских оккупационных войск в Германии | 16-я воздушная армия | 6-й истребительный авиационный корпус | 273-я истребительная авиационная дивизия            | «Аэрокобра»                              |
| 27.12.1945 г. | Группа советских оккупационных войск в Германии | 16-я воздушная армия | 6-й истребительный авиационный корпус | 273-я истребительная авиационная дивизия            | «Аэрокобра»                              |
| 28.12.1945 г. | Центральная группа войск                        | 2-я воздушная армия  |                                       | 22-я гвардейская истребительная авиационная дивизия | «Аэрокобра», Кингкобра                   |
| 12.03.1947 г. | Центральная группа войск                        | 2-я воздушная армия  |                                       | 22-я гвардейская истребительная авиационная дивизия | полк расформирован вместе с 22-й гв. иад |

## Участие в операциях и битвах
- Курская оборонительная операция — с 5 июля 1943 года по 12 июля 1943 года.
- Орловская операция «Кутузов» — с 12 июля 1943 года по 18 августа 1943 года.
- Черниговско-Припятская операция — с 26 августа 1943 года по 30 сентября 1943 года.
- Белорусская операция «Багратион» — с 23 июня 1944 года по 29 августа 1944 года.
- Бобруйская операция — с 24 июня 1944 года по 29 июня 1944 года.
- Минская операция — с 29 июня 1944 года по 4 июля 1944 года.
- Барановичская операция — с 5 июля 1944 года по 16 июля 1944 года.
- Люблин-Брестская операция — с 18 июля 1944 года по 2 августа 1944 года.
- Висло-Одерская операция — с 12 января 1945 года по 3 февраля 1945 года.
- Варшавско-Познанская операция — с 14 января 1945 года по 3 февраля 1945 года.
- Восточно-Померанская операция — с 10 февраля 1945 года по 20 марта 1945 года.
- Берлинская операция — с 16 апреля 1945 года по 8 мая 1945 года.

## Почётные наименования
- За отличие в боях за овладение городом Барановичи 67-му гвардейскому истребительному авиационному Краснознамённому полку 27 июля 1944 года присвоено почётное наименование «Барановичский»[4].

## Награды
- За образцовое выполнение заданий командования в боях при прорыве обороны немцев и наступлении на Берлин и проявленные при этом доблесть и мужество 67-й гвардейский истребительный авиационный полк Указом Президиума Верховного Совета СССР награждён орденом Боевого Красного Знамени[5].
- За образцовое выполнение заданий командования на фронте борьбы с немецкими захватчиками и проявленные при этом доблесть и мужество 67-й гвардейский истребительный авиационный Барановичский Краснознамённый полк Указом Президиума Верховного Совета СССР награждён орденом Суворова III степени[6].

## Отличившиеся воины полка
- Латышев Владимир Александрович, гвардии старший лейтенант, заместитель командира эскадрильи 67-го гвардейского истребительного авиационного полка 1-й гвардейской истребительной авиационной дивизии 16-й воздушной армии, Указом Верховного Совета СССР 4 февраля 1944 года удостоен звания Героя Советского Союза. Золотая Звезда № 3203
- Новичков Степан Матвеевич, гвардии старший лейтенант, заместитель командира эскадрильи 67-го гвардейского истребительного авиационного полка 1-й гвардейской истребительной авиационной дивизии 16-й воздушной армии удостоен звания Героя Советского Союза. Золотая Звезда № 2808.
- Панов Алексей Борисович, командир 67-го гвардейского истребительного авиационного полка 273-й истребительной авиационной дивизии 6-го истребительного авиационного корпуса 16-й воздушной армии Центрального фронта, гвардии подполковник, Указом Верховного Совета СССР 23 февраля 1945 года удостоен звания Героя Советского Союза (посмертно).
- Федорчук Игорь Александрович, гвардии лейтенант, командир звена 67-го гвардейского истребительного авиационного полка 1-й гвардейской истребительной авиационной дивизии 16-й воздушной армии удостоен звания Героя Советского Союза. Золотая Звезда № 3205.
- Шевелёв Павел Фёдорович, командир эскадрильи 67-го гвардейского истребительного авиационного полка 1-й гвардейской истребительной авиационной дивизии 6-го истребительного авиационного корпуса 16-й воздушной армии удостоен звания Героя Советского Союза. Золотая Звезда № 2829.
- Елисеев Владимир Степанович, командир эскадрильи 67-го гвардейского истребительного авиационного полка 273-й истребительной авиационной дивизии 6-го истребительного авиационного корпуса 16-й воздушной армии Центрального фронта, гвардии полковник в отставке, Указом Президента Российской Федерации 6 сентября 1996 года удостоен звания Героя России. Медаль № 345

## Статистика боевых действий
Всего за годы Великой Отечественной войны полком:
| Выполнено боевых вылетов | Сбито самолётов в воздухе | Уничтожено самолётов всего |
| ------------------------ | ------------------------- | -------------------------- |
| 8836                     | 359                       | 359                        |

Свои потери:
| Потеряно самолётов, всего | Погибло лётчиков всего |
| ------------------------- | ---------------------- |
| 90                        | 53                     |

## Расформирование полка
67-й гвардейский истребительный авиационный Барановичский Краснознамённый ордена Суворова полк 12 марта 1947 года расформирован.